# Xavier Neujean (fils)
Pour les articles homonymes, voir Neujean.
Marie Grégoire Lambert François Xavier Neujean, né à Liège le 25 février 1865 et mort à Liège le 12 janvier 1940 , connu comme Xavier Neujean le Jeune, est un homme politique libéral belge, bourgmestre et ministre. 

## Biographie
Neujean était le fils de Xavier Neujean, homme politique et avocat.
Neujean était docteur en droit. En 1912, il a succédé son père comme député de l'arrondissement administratif de Liège. Il fut ministre des Chemins de fer, postes et télégraphe de 1920 à 1925, et bourgmestre de Liège depuis 1927 jusqu’à sa mort. En 1932 il fut nommé ministre d’État.

## Distinctions[3]
- Grand cordon de l'ordre de Léopold.
- Grand-croix de l'ordre de la Couronne en 1932.
- Grand-croix de la Légion d'honneur.